# Harry and His Bucket Full of Dinosaurs
Harry and His Bucket Full of Dinosaurs (conocida como Harry y su cubeta de dinosaurios en Hispanoamérica y Harry y su cubo de dinosaurios en España) es una serie animada basada en unos libros infantiles dibujados y escritos por Ian Whybrow y Adrian Reynolds. La serie trata de un niño de 5 años llamado Harry que tiene una cubeta de dinosaurios: Harry juega con sus dinosaurios saltando dentro de la cubeta y esta lo lleva a otro mundo llamado DinoWorld (Mundo Dino en Latinoamérica y Dinolandia en España). Fue adaptada para la creación de la serie animada del mismo nombre. Se estrenó el 20 de agosto de 2005 en Cartoon Network en los Estados Unidos y consta de 26 episodios, divididos en dos segmentos de 11 minutos cada uno.

## Personajes
- Harry: Harry es un niño de 5 años (ahora tiene 6) que vive con su madre, su hermana mayor Sam y su abuela, también tiene una amiga llamada Charlie. Su dinosaurio favorito y mejor amigo es Taury el T-Rex), su camisa es roja y de mangas amarillas, pantalones largos y azules, aunque en algunos episodios usa pantalones cortos y grises, tiene zapatos blancos y rojos, su pelo es naranja pero oscuro. Siempre que Harry va a mundo dino, lo hace con la intención de cambiar algo de la realidad que no le gusta, pero al final del episodio siempre termina aceptando felizmente lo que en un principio no le gustaba.

- Taury (Tiranosaurio Rex): Taury es tiranosaurio rudo de color rojo, que juega a hacer el papel del hermano mayor de los dinosaurios incluso de Harry, es un dinosaurio muy audaz, le gusta lucirse, es valiente y tiene un gran rugido, le gusta el fútbol pero no le gusta que alguien haga trampas cuando pierde.

- Trike (Triceratops): Trike es un triceratops de color anaranjado, normalmente es muy goloso y grande como un toro, siempre come demasiada comida, aunque a veces su personalidad es torpe como Steggy, en varios episodios se muestra que tiene una rivalidad con Taury pero es su amigo, le gusta hornear.

- Pterence (Pterodactilo): Pterence es de color amarillo, es el dinosaurio más pequeño de todos y el único que puede volar, Pterence es tímido y es como el hermano menor de Harry, una de sus actividades favoritas es lanzar frijoles con una pajilla.

- Patsy (Apatosaurio): Patsy es una dinosauria de color rosa claro y la única chica del grupo, amable y considerada, empática para los otros, pero es sensata alguna vez, se deleita con las payasadas de los otros dinosaurios, y es "La voz de la razón en el grupo" cuando están en aprietos, una de sus actividades favoritas es el yoga.

- Sid (Scelidosaurio): Sid es de color azul verdoso, ha leído muchísimos libros, conoce mucho de Mundo Dino, una de sus actividades favoritas es hacer experimentos, Sid es mucho más inteligente que los otros dinosaurios aunque se equivoca algunas veces, el usa anteojos de vez en cuando.

- Steggy (Estegosaurio): Steggy es de color celeste, normalmente es un poco miedoso cuando ocurren ciertos problemas, es muy precavido y una de sus actividades favoritas es descansar es más torpe que Trike, pero no tanto, Steggy es tímido pero con un corazón grande como sus patas.

- Mamá de Harry: Es una adulta joven y ama a Harry, trabaja como reportera. Entre semana Harry siempre la recibe cuando vuelve a casa alrededor de las 5:00; él lo sabe porque se escucha una bocina en la entrada de su casa. La madre de Harry nunca habla directamente a los dinosaurios, y ella cree que son simplemente una especie de "amigos imaginarios" cuando su hijo le explica sus aventuras.

- Samantha: Sam es la onceañera de la casa y hermana mayor de Harry. Su pelo es de color castaño claro y es una fanática de la música, de las compras y revistas. A Harry le cuesta llamar su atención. Es agradable y divertida.

- Nana (abuela de Harry): Nana es como una madre para Harry, tiene alrededor de 60 años, lo ayuda cuando esta en líos o problemas. Nana cuida a Harry cuando su madre está en el trabajo, conoce también Mundo Dino, es la favorita de Harry y en un episodio se descubrió que tenía una dinosauria llamada Nancy en su cesta.

- Charley: Es una niña jamaicana de 5 años y medio; prácticamente la misma edad que su amigo Harry (solo es dos semanas mayor). Vive a solo unos pasos de su casa. Es muy artística y se viste con colores brillantes. Suele acompañar a Harry y los dinosaurios en sus aventuras. Quiere ser diseñadora cuando crezca, y practica karate.

- Nancy (Nanosaurio): Nancy es de color mostaza, es la dinosaurio de Nana y tiene muy mala suerte. En el primer episodio cree que cada vez que alguien dice su nombre, un pájaro aparece y le echa su excremento a la persona que dijo su nombre. Vive en una cesta de Nana y solo apareció en cuatro episodios.

## Lista de episodios
52 segmentos en 26 episodios han sido producidos:
1. "¡Aaaggghh!" & "Atrasado"
2. "¡Pero me gusta el lodo!" & "¡Pájaros!"
3. "¿Puedo participar?" & "¿Cuál de estos?"
4. "¡Nadie me escucha!" & "¡Oh, Oh!"
5. "¡Yo deseo...!" & "¡Yo, Jo, Jo!"
6. "¡Harry, Experto reportero!" & "¿Qué hay para desayunar?"
7. "¡Yo prometo...!" & "¡Gol!"
8. "¡Quisiera que dejara de llover!" & "¡Achú!"
9. "¡Eres muy pequeño!" & "¿Oyes el goteo?"
10. "¿Quién dice que los dinosaurios no son lo máximo?" & "¡No encuentro mi calcetín favorito!"
11. "¡Súper Harry!" & " Recreo "
12. "¡Abracadabra!" & "¡Saltame!"
13. "¡Yo primero!" & "¡Upa!"
14. "¡A quien escojo!" & "¡Cohete!"
15. "¡Caliente Caliente Caliente!" & "¡Gané!"
16. "¡Me salgo de la línea!" & "¡Galletas!"
17. "¿Puedo quedarme con él?" & "No quiero ir a la cama"
18. "¡Mira lo que encontré!" & "¡Aún no te escucho!"
19. "¡Al espacio exterior!" & "¡Viva la reina!"
20. "¡Steggy no está aquí!" & "¡A Crecer!"
21. "¡Quiero roquear!" & "¡Quisiera ser constructor!"
22. "¿Qué pasa luego?" & "¡Frutas!"
23. "¡Cuando crezca...!" & "¡Llegó el cartero!"
24. "¡Puedo tocar música!" & "¡Ayuda!"
25. "¡Está donde Nana!" & "¿Puedo dormir en mi tienda?"
26. "¡Veo, Veo!" & "¡Está hecho de queso!"

## Voces

### Inglés
- Andrew Chalmers - Harry
- Jamie Watson - Taury (Tiranosurio Rex)
- Ron Rubin - Trike (Triceratops)
- Andrew Sabiston - Pterence (Pterodactilo)
- Stacey DePass - Patsy (Apatosaurio)
- Juan Chioran - Sid (Scelidosaurio)
- Jonathan Wilson - Steggy (Estegosaurio)
- Susan Roman - La mamá de Harry
- Bryn McAuley - Sam (La hermana mayor de Harry)
- Ellen-Ray Hennessy - Nana (La abuelita de Harry)
- Amanda Soha - Carlota (a veces acreditada como Charley)

### Doblaje al español (Latinoamérica)
- Harry - Jaini Barbosa
- Taury - Juan Guzman
- Patsy - Anabel Peña
- Steggy / Trike - Kaihiamal Martínez
- Pterence - José Manuel Vieira
- Sid - Rolman Bastidas(Voz 1) Luis Carreño (Voz 2)
- La mamá de Harry - Maythe Guedes
- Nana - Citlalli Godoy
- Sam - Valeria Castillo
- Charley - Melanie Henríquez
- Insertos - Antonio Delli